# Coupe des îles Féroé de football 1971
Navigation
Løgmanssteypið 1970 Løgmanssteypið 1972
La Coupe des Îles Féroé 1971 de football est la 17e édition de la Løgmanssteypið (Trophée du Premier Ministre). 
La finale du tournoi se dispute à Tórshavn au stade Gundadalur.
Le HB Tórshavn fut le vainqueur. C'est le neuvième titre du club et signe ainsi le quatrième doublé Coupe - Championnat.

## Format
Prenant place entre les mois de juin à septembre 1971, la compétition se décompose en trois phases allant du premier tour jusqu'à la finale. Seules les équipes de Meistaradeildin 1971 (Division des Champions) participèrent à la compétition. Le HB Tórshavn et le B36 Tórshavn passèrent en demi-finale directement.

## Clubs participants
| \| B36 HB ÍF KÍ TB VBV \| Localisation des clubs engagés dans la coupe nationale 1971. |
| B36 HB ÍF KÍ TB VBV                                                                    |

- B36 Tórshavn - Meistaradeildin
- HB Tórshavn - Meistaradeildin
- ÍF Fuglafjørður - Meistaradeildin Promu[n 1]
- KÍ Klaksvík - Meistaradeildin
- TB Tvøroyri - Meistaradeildin
- VB Vágur - Meistaradeildin

## Résultats

### Premier tour[n 2]
| Date         | Équipe 1        | Résultat | Équipe 2    |
| ------------ | --------------- | -------- | ----------- |
| 13 juin 1971 | ÍF Fuglafjørður | 3-6      | TB Tvøroyri |
| 19 juin 1971 | KÍ Klaksvík     | 3-0      | VB Vágur    |

### Demi-finales[n 2]
| Date            | Équipe 1     | Résultat | Équipe 2    |
| --------------- | ------------ | -------- | ----------- |
| 19 juin 1971    | B36 Tórshavn | 1-2      | TB Tvøroyri |
| 25 juillet 1971 | HB Tórshavn  | 4-3      | KÍ Klaksvík |

### Finale
| 12 septembre 1971 | HB Tórshavn | 9-0   | TB Tvøroyri | Gundadalur, Tórshavn |
|                   |             | (5-0) |             |                      |